# 1727 în literatură
Anul 1727 în literatură a implicat o serie de evenimente și cărți noi semnificative.  